# Rúben Dias
Rúben dos Santos Gato Alves Dias, född 14 maj 1997 i Amadora, Portugal, är en portugisisk fotbollsspelare som spelar för Manchester City i Premier League och Portugals herrlandslag.
Dias kom genom Benficas ungdomsakademi. Han började spela för Benfica B 2015 och befordrades till första laget 2017 och utsågs sedan till Primeira Liga's Young Player of the Year. Följande säsong hjälpte Dias Benfica att vinna ligatiteln säsongen 2018/19 och senare Supertaça Cândido de Oliveira under säsongen 2019/2020, samtidigt som han också utsågs till Primeira Ligas Årets Lag och gjorde över 100 framträdanden för klubben. Han skrev på för Premier League-klubben Manchester City i september 2020 mot en avgift på 68 miljoner euro (ca 655 miljoner kr).
Dias är en före detta ungdomsspelare i Portugal då han representerat sitt land på U16-, U17-, U19-, U20- och U21-nivåer. Han gjorde sin senior debut 2018 och valdes in i Portugals trupp för VM 2018 och UEFA Nations League. Dias var med och vann UEFA Nations League och blev även tilldelad Man of the Match efter finalen.

## Klubblagskarriär

### Benfica B
Dias är född och uppvuxen i Amadora. Han började sin karriär i den lokala klubben Estrela da Amadora, innan han flyttade till Benficas ungdomsakademi 2008, där han spelade för juniorlagen fram till 2015. Samma år, den 30 september, gjorde han sin proffsdebut med Benfica B i en LigaPro-match mot Chaves. Den 7 mars 2016 kallade Rui Vitória upp artonåriga Dias för Benficas A-lags UEFA Champions League-match i 16-delfinalen mot Zenit efter att tre av fyra huvudbackar inte kunde göra resan till Ryssland. Följande säsong hjälpte han B-laget att sluta på en fjärde; klubbens högsta position någonsin i andra divisionen. Han hjälpte också juniorlaget att nå finalen i UEFA Youth League 2016/17.

### Benfica
Den 16 september 2017 debuterade Dias för första laget i en Primeira Liga-match mot Boavista. Efter två månader av imponerande insatser, inklusive två matcher mot Manchester United i Champions League, tvingandes han genomgå en operation på grund av blindtarmsinflammation, vilket gjorde att han blev borta ett fåtal månader. Han gjorde sitt första mål för Benfica i ett möte i Taça da Liga (2–2) mot Vitória de Setúbal den 29 december 2017. Den 3 februari 2018 gjorde han sitt första mål i Primeira Liga mot Rio Ave (5–1). I slutet av säsongen utsågs han till Primeira Ligas bästa unga spelare för året.
Efter flera spekulationer som kopplade Dias ihop med den franska klubben Lyon, förlängde han sitt kontrakt med Benfica till 2023. Den 2 november 2019 spelade Dias sin 100:e match för klubben och gjorde öppningsmålet mot Rio Ave i en 2–0-hemmaseger.
Den 26 september 2020 gjorde Dias öppningsmålet mot Moreirense i en 2–0-seger. Efter matchen erkände manager Jorge Jesus att det förmodligen var hans sista match för klubben.

### Manchester City
Den 29 september 2020 skrev Dias på ett sexårskontrakt för Manchester City. I affären ingick Nicolás Otamendi som gick från Man City till Benfica. Dias gjorde sin Premier League-debut den 3 oktober 2020 i en 1–1-match mot Leeds United på Elland Road.
Efter väldigt starka defensiva presentationer tilldelas Dias Player of the Month i Manchester City i november. Den 27 februari 2021 gjorde Dias sitt första mål för klubben i en 2–1-vinst mot West Ham United på Etihad Stadium.

## Landslagskarriär
I maj 2018 blev Dias uttagen i Portugals trupp till fotbolls-VM 2018.